# Liste des présidents de la République dominicaine
Voici la liste des présidents de la République dominicaine.

## Avant la République
- Colonie espagnole : 1494 - 1795
- Colonie française : 1795 - 1er janvier 1804
- Unification de l'île : 1er janvier 1804 - 9 juillet 1809
- Colonie espagnole : 9 juillet 1809 - 1er décembre 1821

### Première indépendance
- José Núñez de Cáceres : 1er décembre 1821 - 9 février 1822
- Unification de l'île : 9 février 1822 - 27 février 1844
- Francisco del Rosario Sánchez : 27 février 1844 - 1er mars 1844
- Tomas Bobadilla y Briones : 1er mars 1844 - 5 juin 1844
- José Maria Caminero Ferrer : 5 juin 1844 - 9 juin 1844
- Francisco del Rosario Sánchez : 9 juin 1844 - 16 juillet 1844
- Pedro Santana : 16 juillet 1844 - 14 novembre 1844

## Première République
- Pedro Santana : 14 novembre 1844 - 4 août 1848
- Conseil de secrétaires d'état[1] : 4 août 1848 - 8 septembre 1848
- Manuel José Jimenes González : 8 septembre 1848 - 29 mai 1849
- Pedro Santana : 30 mai 1849 - 23 septembre 1849
- Buenaventura Báez : 24 septembre 1849 - 15 février 1853
- Pedro Santana : 15 février 1853 - 26 mai 1856
- Manuel de la Regla Mota : 26 mai 1856 - 8 octobre 1856
- Buenaventura Báez : 8 octobre 1856 - 13 juin 1858
- José Desiderio Valverde : 13 juin 1858 - 28 juillet 1858
- Pedro Santana : 28 juillet 1858 - 18 mars 1861

## Annexion espagnole
- Pedro Santana : 18 mars 1861 - 20 juillet 1862
- Felipe Ribero : 20 juillet 1862 - 22 octobre 1863
- Carlos de Vargas : 22 octobre 1963 - 30 mars 1864
- José de la Gándara : 31 mars 1864 - 11 juillet 1865

## Deuxième République
- José Antonio Salcedo Ramírez : 14 septembre 1863 - 10 octobre 1864
- Gaspar Polanco : 10 octobre 1864 - 23 janvier 1865
- Benigno Filomeno de Rojas : 24 janvier 1865 - 24 mars 1865
- Pedro Antonio Pimentel : 25 mars 1865 - 4 août 1865
- José María Cabral : 4 août 1865 - 15 novembre 1865
- Pedro Guillermo : 15 novembre 1865 - 8 décembre 1865
- Buenaventura Báez : 8 décembre 1865 - 29 mai 1866
- Triumvirat[2] : 29 mai 1866 - 22 août 1866
- José María Cabral : 22 août 1866 - 31 janvier 1868
- Manuel Altagracia Cáceres : 31 janvier 1868 - 13 février 1868
- Triumvirat[3] : 13 février 1868 - 2 mai 1868
- Buenaventura Báez : 2 mai 1868 - 2 janvier 1874
- Ignacio María González : 2 janvier 1874 - 22 janvier 1874
- Généraux-en-chef[4] : 22 janvier 1874 - 6 avril 1874
- Ignacio María González : 6 avril 1874 - 23 février 1876
- Conseil de secrétaires d'état[5] : 23 février 1876 - 29 avril 1876
- Ulises Francisco Espaillat : 29 avril 1876 - 5 octobre 1876
- Junte de gouvernement supérieur : 5 octobre 1876 - 11 novembre 1876
- Ignacio María González : 11 novembre 1876 - 9 décembre 1876
- Marcos Antonio Cabral : 10 décembre 1876 - 26 décembre 1876
- Buenaventura Báez : 26 décembre 1876 - 2 mars 1878
- Ignacio María González : 1er mars 1878 - 3 mai 1878
- Cesáreo Guillermo : 5 mars 1878 - 6 juillet 1878
- Ignacio María González : 6 juillet 1878 - 2 septembre 1878
- Ulises Heureaux & Cesáreo Guillermo : 2 septembre 1878 - 6 septembre 1878
- Jacinto del Rosario de Castro : 7 septembre 1878 - 29 septembre 1878
- Conseil de secrétaires d'état[6] : 30 septembre 1878 - 27 février 1879
- Cesáreo Guillermo : 27 février 1879 - 6 décembre 1879
- Gregorio Luperón : 6 décembre 1879 - 1er septembre 1880
- Fernando Arturo de Meriño : 1er septembre 1880 - 1er septembre 1882
- Ulises Heureaux : 1er septembre 1882 - 1er septembre 1884
- Francisco Gregorio Billini : 1er septembre 1884 - 16 mai 1885
- Alejandro Woss y Gil : 16 mai 1885 - 6 janvier 1887
- Ulises Heureaux : 6 janvier 1887 - 27 février 1889
- Manuel María Gautier : 21 février 1889 - 30 avril 1889
- Ulises Heureaux : 30 avril 1889 - 26 juillet 1899
- Juan Wenceslao Figuereo Casó : 26 juillet 1899 - 30 août 1899
- Junte populaire[7]: 31 août 1899 - 4 septembre 1899
- Felipe Horacio Vasquez Lajara : 4 septembre 1899 - 15 novembre 1899
- Juan Isidro Jimenes Pereyra : 15 novembre 1899 - 26 avril 1902
- Felipe Horacio Vasquez Lajara : 26 avril 1902 - 23 avril 1903
- Alejandro Woss y Gil : 23 avril 1903 - 24 novembre 1903
- Carlos Felipe Morales Languasco : 24 novembre 1903 - 12 janvier 1906
- Conseil de secrétaires d'état[8] : 25 décembre 1905 - 29 décembre 1905
- Ramón Arturo Cáceres Vásquez : 29 décembre 1905 - 19 novembre 1911
- Conseil de secrétaires d'état[9] : 19 novembre 1911 - 5 décembre 1911
- Eladio Victoria Victoria : 5 décembre 1911 - 30 novembre 1912
- Adolfo Alejandro Nouel y Bobadilla : 1er décembre 1912 - 13 avril 1913
- José Bordas Valdés : 14 avril 1913 - 27 août 1914
- Ramon Báez Machado : 28 août 1914 - 5 décembre 1914
- Juan Isidro Jimenez Pereyra : 5 décembre 1914 - 7 mai 1916
- Conseil de secrétaires d'état[10] : 7 mai 1916 - 31 juillet 1916
- Francisco Hilario Henríquez : 31 juillet 1916 - 29 novembre 1916

## Troisième République
- Juan Bautista Vicini Burgos : 21 octobre 1922 - 12 juillet 1924
- Horacio Vásquez : 12 juillet 1924 - 3 mars 1930
- Rafael Estrella Ureña : 3 mars 1930 - 16 août 1930
- Rafael Leónidas Trujillo Molina : 16 août 1930 - 16 août 1938
- Jacinto Bienenido Peynado : 16 août 1938 - 7 mars 1940
- Manuel de Jesús Troncoso : 7 mars 1940 - 18 mai 1942
- Rafael Leónidas Trujillo Molina : 18 mai 1942 - 16 août 1952
- Hector Trujillo Molina : 16 août 1952 - 3 août 1960
- Joaquín Balaguer Ricardo: 3 août 1960 - 18 janvier 1962
- Rafael Bonelly : 18 janvier 1962 - 27 février 1963
- Juan Bosch : 27 février 1963 - 25 septembre 1963
- Emilio de Los Santos : 26 septembre 1963 - 22 décembre 1963
- Donald Reid Cabral : 29 décembre 1963 - 25 avril 1965
- José Molina Ureña : 25 avril 1965 - 27 avril 1965
- Pedro Bartolome Benoit Vanderhorst : 1er mai 1965 - 7 mai 1965
- Antonio Coseme Imbert Barrera : 7 mai 1965 - 30 août 1965
- Héctor García Godoy : 3 septembre 1965 - 1er juillet 1966

## Quatrième République
- Joaquín Balaguer Ricardo : 1er juillet 1966 - 16 août 1978
- Antonio Guzmán Fernández : 16 août 1978 - 4 juillet 1982
- Jacobo Majluta : 4 juillet 1982 - 16 août 1982
- Salvador Jorge Blanco : 16 août 1982 - 16 août 1986
- Joaquín Balaguer Ricardo : 16 août 1986 - 16 août 1996
- Leonel Fernández Reyna : 16 août 1996 - 16 août 2000
- Hipólito Mejía Domínguez : 16 août 2000 - 16 août 2004
- Leonel Fernández Reyna : 16 août 2004 - 16 août 2012
- Danilo Medina Sánchez : 16 août 2012 - 16 août 2020
- Luis Abinader : depuis le 16 août 2020